# Nintendogs
Nintendogs – gra symulacyjna wydana na platformę Nintendo DS, w której gracz ma możliwość interakcji z wirtualnymi szczeniakami za pomocą wskaźnika, ekranu dotykowego i mikrofonu.

## Wersje gry
Gra została wydana w Europie w czterech różnych wersjach, w każdej z nich na początku dostępne jest 6 ras psów. Aby odblokować pozostałe 14 w swojej wersji, należy spełnić określone warunki (zdobyć odpowiednią liczbę punktów, znaleźć określony przedmiot) lub też połączyć się z innymi konsolami Nintendo DS dzięki bezprzewodowemu połączeniu. Każdy pies ma wygenerowany inny charakter. Mogą być m.in. leniwe, pieszczotliwe oraz nadaktywne.

## System gry
W Nintendogs gracz nie ma określonego celu. Musi on zabawiać wirtualnego szczeniaka, uczyć go nowych sztuczek oraz opiekować się nim. Za pomocą wskaźnika dotykowego, może on łaskotać swoje psy na dolnym ekranie Nintendo DS, rzucać im talerze lub piłki do aportowania, a także korzystać z menu dotykowego. Mikrofon w konsoli służy do wydawania poleceń głosowych psom – których to najpierw ich trzeba nauczyć. Polecenia te to m.in. siad, leżeć czy daj głos.
W grze istnieją także różne rodzaje konkursów, w których mogą uczestniczyć psy gracza, np. konkursy sprawnościowe, w których trzeba prowadzić swojego psa za pomocą wskaźnika po ekranie dotykowym. W grze istnieje także wiele drobnych elementów, jak np. wirtualne pianino, na którym można grać, z psami poszczekującymi w rytm muzyki.
Nintendogs wykorzystuje opcję łączenia Nintendo DS z inną konsolą tego typu i pozwala na zabawę z drugim graczem.